# يورغن شنايدر
يورغن شنايدر هو دراج سويسري، ولد في 19 ديسمبر 1949 في برن في سويسرا.

## وصلات خارجية
- يورغن شنايدر على موقع أرشيف الدراجات (الإنجليزية)
- يورغن شنايدر على موقع إحصائيات الدراجات الإحترافية (الإنجليزية)
- يورغن شنايدر على موقع CycleBase (الإنجليزية)
- يورغن شنايدر على موقع أوليمبيديا (الإنجليزية)